# Roger Pirenne
Roger Pirenne, né le 9 août 1934 à Clermont (province de Liège), en Belgique et mort le 6 août 2023 à Yaoundé (Cameroun), est un prêtre missionnaire scheutiste (Congrégation du Cœur Immaculé de Marie) belge. Il fut évêque de Batouri (1994) puis archevêque de Bertoua (Cameroun)  de 1999 à 2009.

## Biographie
Commençant sa scolarité à l'école primaire de son village natal, Clermont, Roger Pirenne poursuit des études gréco-latines au collège royal Marie-Thérèse de Herve et y termine sa formation en rhétorique en 1952, où il a comme professeur l'abbé Jean Mairy.
Attiré par une vocation missionnaire Pirenne entre chez les Scheutistes et fait ses études préparatoires au sacerdoce au séminaire de Scheut: il y est ordonné prêtre le 3 août 1958. Il part en 1962 comme missionnaire au Congo-Kinshasa, peu après l'indépendance du pays. Il est envoyé en 1969 au Cameroun comme vicaire dans le diocèse de Yaoundé. L'année 1981 le voit déplacé à Doumaintang, dans l'est du pays, puis en 1983, à Batouri, et en 1991, à Yokadouma. 
En 1994, Roger Pirenne est consacré évêque de Batouri. Cinq ans plus tard, en 1999, il est nommé archevêque de Bertoua. Il démissionne en 2009.
Roger Pirenne meurt le 6 août 2023 à Yaoundé à l'âge de 88 ans.